# ونسا فرلیتو
وانسا فرلیتو (به انگلیسی: Vanessa Ferlito) (زادهٔ ۲۸ دسامبر ۱۹۸۰) بازیگر ایتالیی‌تبار آمریکایی است.
او در سه سالگی پدر خود را از دست داد. وانیسا در سپتامبر ۲۰۰۷، اولین فرزندش که به دنیا آورد.
از فیلم‌هایی که وی در آن نقش داشته است، می‌توان به  ان‌سی‌آی‌اس: نیواورلئان، نزول و مرد خانه اشاره کرد.